# Avellana Collectio
Az Avellana Collectio a pápák és császárok 367 és 553 közötti levélváltását, összesen 243 dokumentumot magában foglaló levélgyűjtemény. Nevét birtokosáról, a S. Croce di Fonte Avellana kolostorról kapta.